# Anisoperas albimaculata
Anisoperas albimaculata là một loài bướm đêm trong họ Geometridae.